# James Mark Beckman
James Mark Beckman (* 19. Oktober 1962 in Lawrenceburg, Tennessee) ist ein US-amerikanischer römisch-katholischer Geistlicher und Bischof von Knoxville.

## Leben
James Mark Beckman studierte zunächst Geschichtswissenschaft am Saint Ambrose College in Davenport und erwarb den Bachelor. Anschließend studierte er Philosophie und Theologie am American College of the Immaculate Conception der Katholieke Universiteit Leuven. Am 13. Juli 1990 empfing er durch Bischof James Daniel Niedergeses das Sakrament der Priesterweihe für das Bistum Nashville.
Nach der Priesterweihe war er vor allem in der Pfarrseelsorge tätig. Daneben wurde er 1991 stellvertretender Schulleiter der Father Ryan High School in Nashville. 1996 übernahm er die Leitung des diözesanen Jugendamts. Zuletzt war er ab 2021 Pfarrer der Pfarrei Saint Henry in Nashville.
Papst Franziskus ernannte ihn am 7. Mai 2024 zum Bischof von Knoxville. Der Erzbischof von Louisville, Shelton Fabre, spendete ihm am 26. Juli desselben Jahres im Knoxville Convention Center die Bischofsweihe. Mitkonsekratoren waren der Bischof von Nashville, Mark Spalding, und der Bischof von Kansas City-Saint Joseph, James Vann Johnston.